# Jarchinio Antonia
Jarchinio Angelo Roberto Antonia, né le 27 décembre 1990 à Amsterdam aux Pays-Bas, est un footballeur international curacien, possédant également la nationalité néerlandaise. Il évolue au poste d'ailier ou attaquant.

## Carrière

### En club
Jarchinio Antonia rejoint le FC Groningue lors du mercato d'été 2014, lors d'un transfert estimé à 200 000 euros. Il est suspendu par son club en février 2016 car « il n'a pas respecté les mœurs et la conduite du club ». Il revient alors au Go Ahead Eagles pour une saison en septembre 2016.

### En sélection
Il honore sa première sélection internationale le 23 mars 2016 contre la Barbade.

## Statistiques
| Saison                | Club                   | Championnat           | Championnat | Championnat | Coupe(s) nationale(s) | Coupe(s) nationale(s) | Supercoupe | Supercoupe | Compétition(s) continentale(s) | Compétition(s) continentale(s) | Compétition(s) continentale(s) | Curaçao | Curaçao | Total | Total |
| Saison                | Club                   | Division              | M.          | B.          | M.                    | B.                    | M.         | B.         | Comp.                          | M.                             | B.                             | M.      | B.      | M.    | B.    |
| 2010-2011             | ADO Den Haag           | Eredivisie            | 3           | 0           | 0                     | 0                     | -          | -          | -                              | -                              | -                              | -       | -       | 3     | 0     |
| Sous-total            | Sous-total             | Sous-total            | 3           | 0           | 0                     | 0                     | -          | -          | -                              | -                              | -                              | -       | -       | 3     | 0     |
| 2010-2011             | Go Ahead Eagles (prêt) | Eerste Divisie        | 15          | 3           | -                     | -                     | -          | -          | -                              | -                              | -                              | -       | -       | 15    | 3     |
| 2011-2012             | Go Ahead Eagles        | Eerste Divisie        | 35          | 9           | 3                     | 0                     | -          | -          | -                              | -                              | -                              | -       | -       | 38    | 9     |
| 2012-2013             | Go Ahead Eagles        | Eerste Divisie        | 36          | 6           | 2                     | 0                     | -          | -          | -                              | -                              | -                              | -       | -       | 38    | 6     |
| 2013-2014             | Go Ahead Eagles        | Eredivisie            | 33          | 9           | 2                     | 0                     | -          | -          | -                              | -                              | -                              | -       | -       | 35    | 9     |
| Sous-total            | Sous-total             | Sous-total            | 119         | 27          | 7                     | 0                     | -          | -          | -                              | -                              | -                              | -       | -       | 126   | 27    |
| 2014-2015             | FC Groningue           | Eredivisie            | 27          | 2           | 5                     | 0                     | -          | -          | C3                             | 2                              | 0                              | -       | -       | 34    | 2     |
| 2015-2016             | FC Groningue           | Eredivisie            | 17          | 0           | 2                     | 0                     | 1          | 0          | C3                             | 5                              | 0                              | 4       | 0       | 29    | 0     |
| 2016-2017             | FC Groningue           | Eredivisie            | 3           | 0           | -                     | -                     | -          | -          | -                              | -                              | -                              | -       | -       | 3     | 0     |
| Sous-total            | Sous-total             | Sous-total            | 47          | 2           | 7                     | 0                     | 1          | 0          | -                              | 7                              | 0                              | 4       | 0       | 66    | 2     |
| 2016-2017             | Go Ahead Eagles        | Eredivisie            | 3           | 0           | 0                     | 0                     | -          | -          | -                              | -                              | -                              | -       | -       | 3     | 0     |
| Sous-total            | Sous-total             | Sous-total            | 3           | 0           | 0                     | 0                     | -          | -          | -                              | -                              | -                              | -       | -       | 3     | 0     |
| Total sur la carrière | Total sur la carrière  | Total sur la carrière | 0           | 0           | 0                     | 0                     | 0          | 0          | -                              | 0                              | 0                              | 4       | 0       | 4     | 0     |

## Palmarès
Il remporte la coupe des Pays-Bas en 2015 avec le FC Groningue.
Avec la sélection de Curaçao
- Coupe caribéenne des nations (1) :
  - Vainqueur en 2017.